# کومیکس ویو فیلمز
شرکت کومیکس ویو فیلمز (به انگلیسی: .CoMix Wave Films, Inc) (به ژاپنی: コミックス・ウェーブ・フィルム هپبورن: Komikkusu Uēbu Firumu) یک استودیو انیمیشن سازی و شرکت پخش فیلم ژاپنی است که در چیودا-کو، توکیو، ژاپن قرار دارد. این استودیو بیشتر به خاطر انیمه های بلند، فیلم‌های کوتاه و تبلیغات تلویزیونی‌اش معروف است و عمده شهرتش به خاطر کارگردان، ماکوتو شینکای می‌باشد. کومیکس ویو فیلمز در مارس ۲۰۰۷، زمانی که از شرکت کومیکس ویو جدا شد، تشکیل گردید.